# Площадь С. Дауканто
Пло́щадь С. Да́уканто (площадь Даукантаса, лит. Simono Daukanto aikštė, S. Daukanto aikštė) — площадь в Старом городе Вильнюса. Площадь треугольной формы образуют президентский дворец на северной стороне, магнатский дворец де Реусов (Шуазелей) с массивными колоннами восточного корпуса и здания костёла и монастыря бонифратров на южной стороне, трёхэтажные здания ансамбля Вильнюсского университета на восточной стороне площади, вдоль улицы Университето. На площадь выходят улицы Лейиклос, С. Скапо и Университето.

## Название
Площадь сначала именовалась Дворцовой, затем, после возведения памятника М. Н. Муравёву, Муравьевской. После Первой мировой войной площадь называлась площадью Наполеона, в советский период — площадью М. Кутузова. В настоящее время носит имя основоположника литовской национальной историографии, выпускника императорского Виленского университета Симонаса Даукантаса.

## История

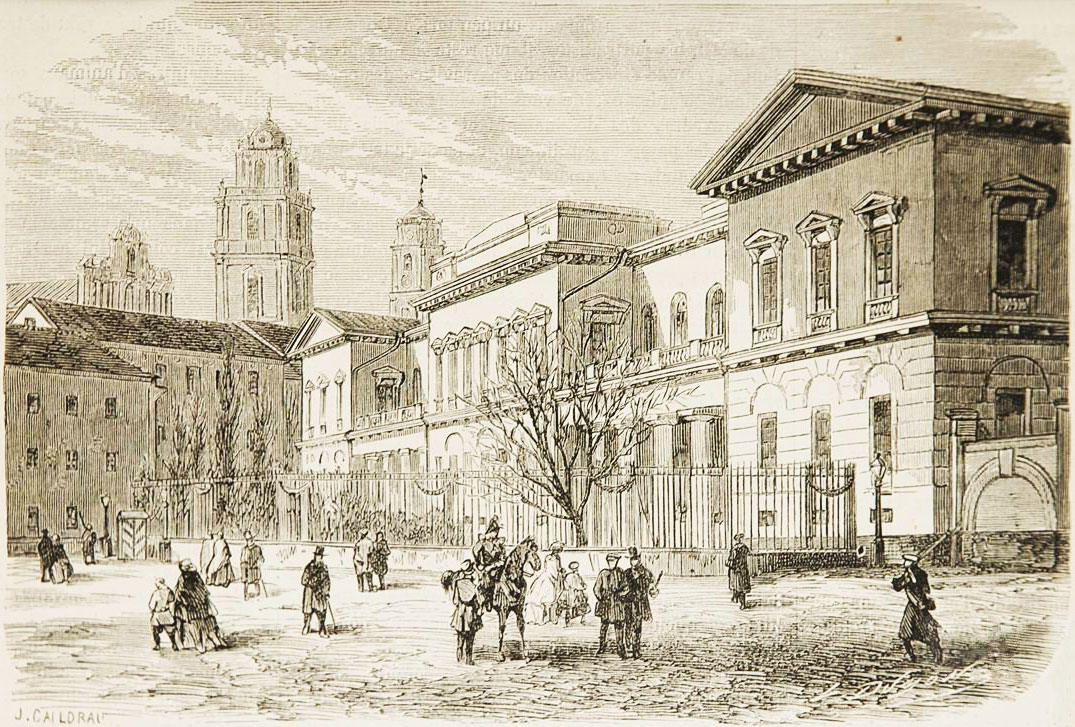
Сад перед дворцом (1860-е годы)

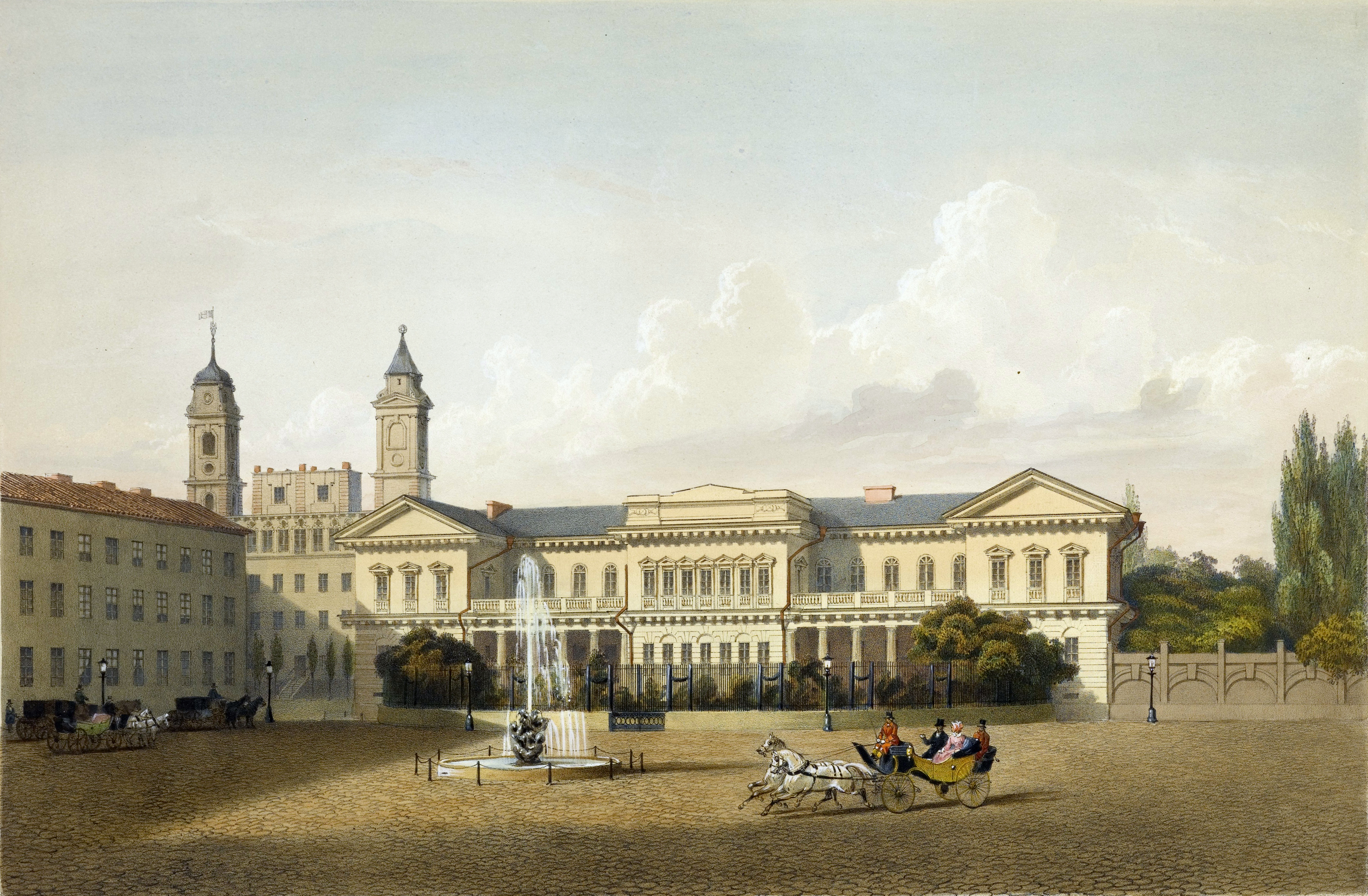
Дворцовая площадь с фонтаном

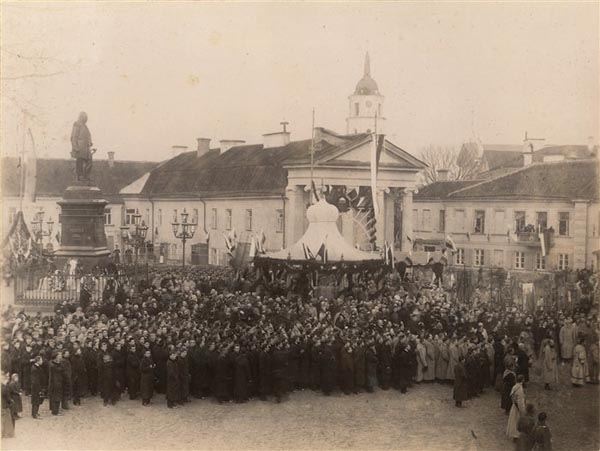
Открытие памятника Муравьёву

Площадь формировалась на протяжении веков. Главным акцентом её в прошлом был дворец виленского епископа, перестроенный в XIX веке.

### Президентский дворец
На этом месте с XVI века располагался дворец виленского епископа, многократно ремонтировавшийся и перестраивавшийся. С конца XVIII века дворец стал резиденцией виленского генерал-губернатора, где останавливались во время пребывания в Вильно российские императоры и члены императорской фамилии. В 1824—1832 годах по проекту архитектора В. П. Стасова был возведён дворец в стиле ампир.
Перед дворцом был полукругом устроен небольшой сад за высокой металлической оградой, чтобы прохожие не ходили под окнами генерал-губернатора.
На площади в 1853 году был устроен фонтан.
Здание дворца в XX веке меняло своё назначение (Репрезентативный дворец Речи Посполитой, Дворец офицеров, Дворец работников искусств), ремонтировалось и реставрировалось. После реставрации 1997 года дворец стал резиденцией президента Литовской Республики.

### Памятник Муравьёву
В 1897 году на площади перед генерал-губернаторским дворцом был заложен памятник М. Н. Муравьёву; находившийся здесь до того фонтан был ликвидирован. В 1898 году памятник М. Н. Муравьёву был торжественно открыт. В 1915 году, при приближении германских войск к Вильно, памятник был эвакуирован. Оставшийся после него гранитный цоколь был разобран в 1927 году.
Сад с оградой перед дворцом был уничтожен в 1940 году. Площадь была благоустроена в 1940—1941 годах: вымощена бетонными плитами и обсажена каштанами.

## Описание

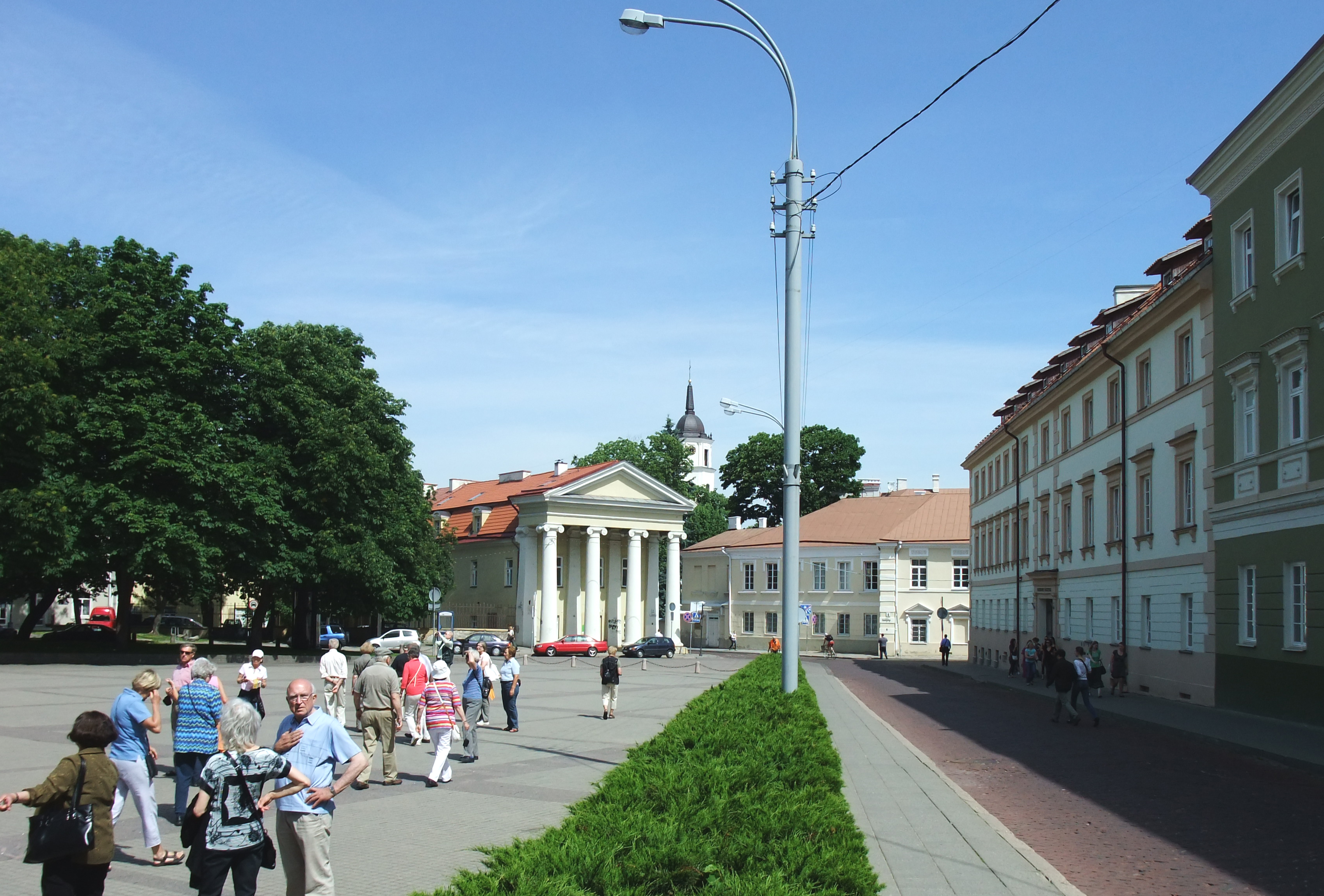
Восточная сторона площади

С южной стороны площади стоят костёл Святого Креста (бонифратров) и примыкающие к нему здания бывшего монастыря и дворец де Реусов (Шуазелей) с обращающим на себя внимание фасадом восточного корпуса, выделяющегося портиком с четырьмя массивными колоннами. С восточной стороны вдоль площади расположены здания философского и исторического факультетов Вильнюсского университета.

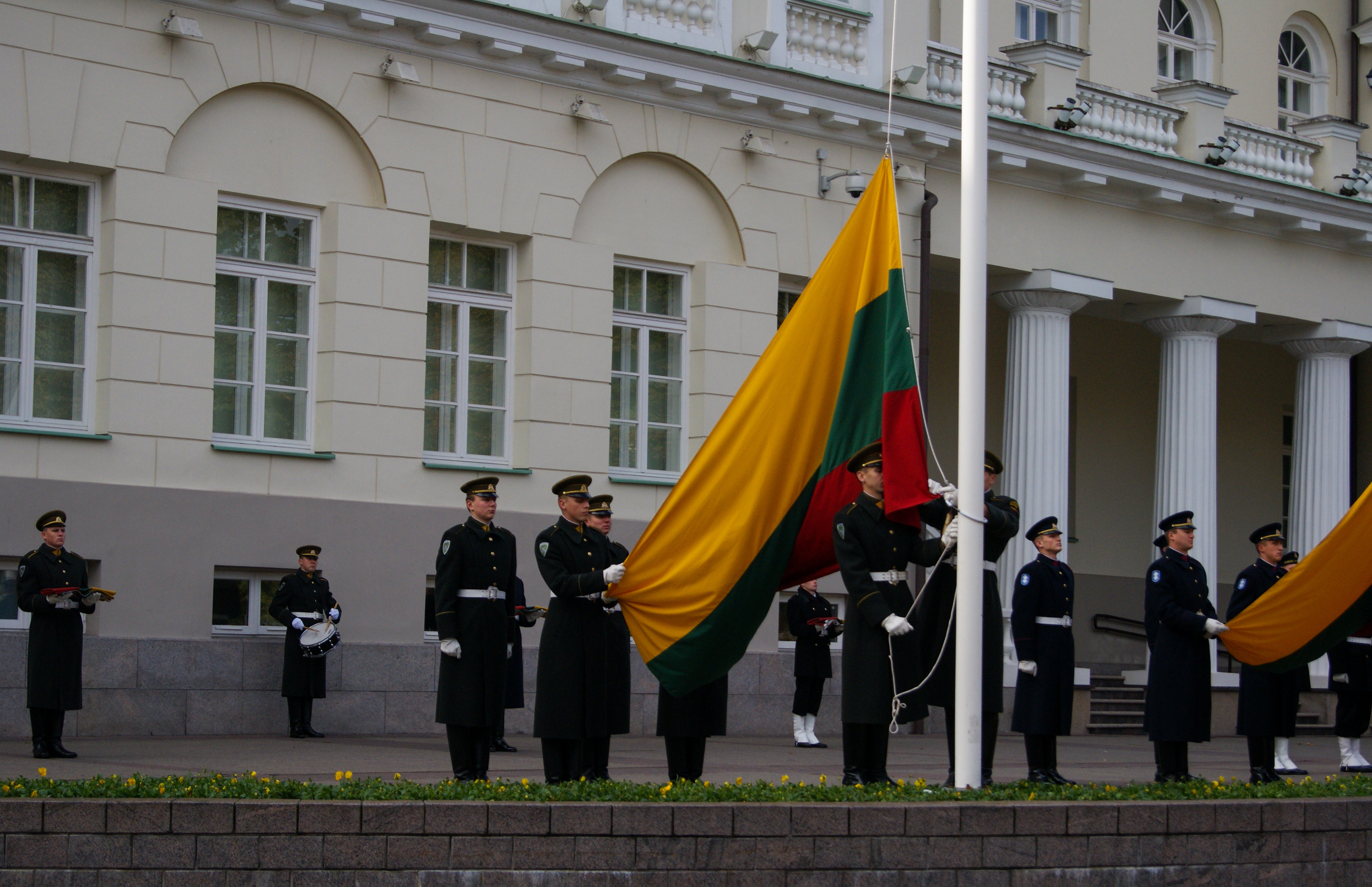
Церемония поднятия флага

Площадь с северной стороны замыкает президентский дворец. Перед президентским дворцом установлены три флагштока, на которых обычно подняты государственные флаги Литвы. В соответствующих случаях один или два флага Литвы могут заменяться флагами государств, высокие представители которых прибыли во дворец.
Каждое воскресенье в 12 часов проходит торжественная церемония смены государственных флагов, занимающая около 10 минут. В церемонии участвуют воины роты Почётного караула Литовской армии в современных парадных мундирах и в средневековых рыцарских доспехах. Воины, облаченные в воссозданные доспехи дворцовой стражи XIV века (эпохи князя Ольгерда), символизируют преемственность тысячелетней истории литовской армии..
Часть площади занимает сквер с каштанами. На площади проходят важные государственные церемонии, митинги, концерты по случаю 1 сентября — Дня науки и знаний.